# Schweizer SGS 2-32
Schweizer SGS 2-32 là một loại tàu lượn 2 hoặc 3 chỗ của Hoa Kỳ, do Schweizer Aircraft ở Elmira, New York chế tạo.

## Tính năng kỹ chiến thuật (2-32)

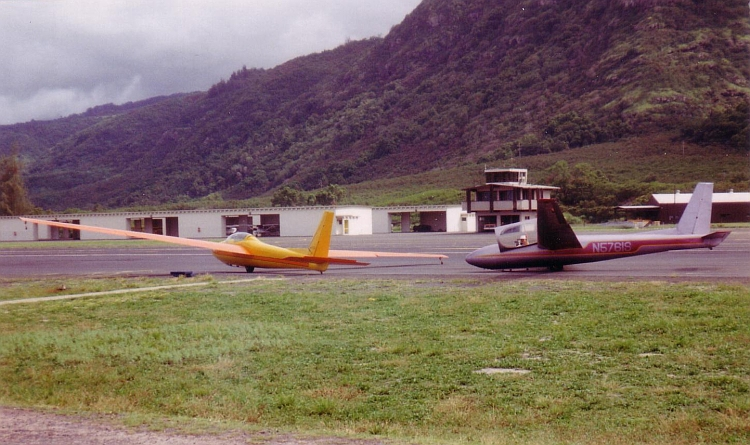
2 chiếc SGS 2-32 dùng để du lịch, Dillingham Airfield Oahu, 1993

Dữ liệu lấy từ The World's Sailplanes:Die Segelflugzeuge der Welt:Les Planeurs du Monde Volume II
Đặc tính tổng quát
- Kíp lái: 2
- Chiều dài: 26 ft 9 in (8,15 m)
- Sải cánh: 57 ft 1 in (17,4 m)
- Chiều cao: 4 ft 0 in (1,22 m) at cockpit
- Diện tích cánh: 180 foot vuông (16,7 m2)
- Tỉ số mặt cắt: 18.05
- Kết cấu dạng cánh: Gốc – NACA 633618, Giữa – NACA 633618, Đầu NACA 43 012A
- Trọng lượng rỗng: 701 lb (318 kg)
- Trọng lượng có tải: 1.080 lb (490 kg)

Hiệu suất bay
- Tốc độ không vượt quá: 157 mph; 136 kn (252 km/h)
- Số G giới hạn: +5,8 -3,8 ở vận tốc 164,0 mph; 142,5 kn (264 km/h)
- Hệ số bay lướt dài cực đại: 35 ở vận tốc 46,0 mph; 40,0 kn (74 km/h)
- Vận tốc xuống: 124 ft/min (0,63 m/s) ở vận tốc 46,0 mph; 40,0 kn (74 km/h)
- Tải trên cánh: 6,0 lb/foot vuông (29,3 kg/m2)